# Hope Frozen
Hope Frozen (bra: Contornando a Morte) é um documentário tailandês de 2019 dirigido e co-escrito por Pailin Wedel, juntamente com Nina Ijäs, e lançado pela 2050 Productions. O filme conta a história de um casal tailandês que decidiu preservar criogenicamente o corpo de sua filha de três anos depois que ela morreu de câncer no cérebro em 2015. Hope Frozen estreou no Hot Docs Canadian International Documentary Festival 2019, onde ganhou o prêmio de Melhor Documentário Internacional.
O documentário foi escolhido para distribuição pela Netflix sob o título Hope Frozen: A Quest to Live Twice, e foi lançado na plataforma em 15 de setembro de 2020. Ganhou o 49º Prêmio Emmy Internacional de Melhor Documentário em 2021, tornando-se a primeira produção tailandesa a ganhar um Emmy Internacional.